# Wehlgrund

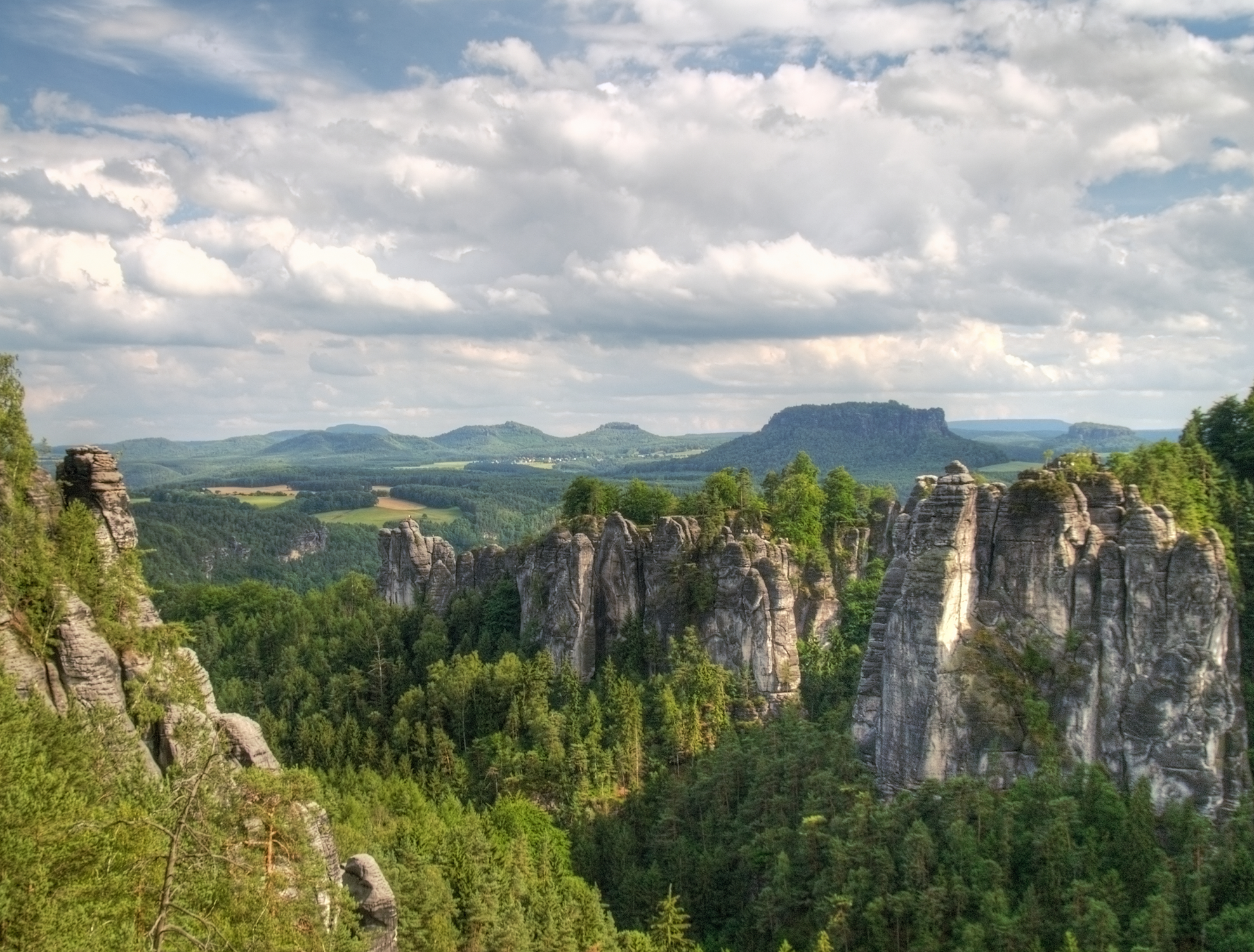
Pohled z vyhlídky Wehlgrundaussichtdo údolí Wehlgrund na Bastei a Lilienstein

Wehlgrund je pravostranné údolí nalézající se mezi skalními útvary Bastei a Gansenfelsen v Saském Švýcarsku cca 1 km severozápadně od městečka Rathen. Údolím protéká potok Wehlgrundbach který ústí do potoka protékajícího údolím Amselgrund. Strmé skály nad závěrem údolím tvoří romantické kulisy skalního divadla Felsenbühne Rathen. Z údolí vede turistický chodník se 487 schody na vyhlídku Bastei. Nachází se na území Národního parku Saské Švýcarsko.